# Sepolti in casa
Sepolti in casa (Hoarding: Buried Alive) è un docu-reality originariamente trasmesso a partire dal 14 marzo 2010 dall'emittente statunitense TLC con il titolo Hoarding: Buried Alive. In Italia è mandato in onda da Real Time.

## La serie
La serie si focalizza sulle vicende personali dei cosiddetti hoarder, termine della lingua inglese con il quale si definiscono i soggetti affetti da un bisogno di accumulare in modo compulsivo oggetti, ovvero la disposofobia.
Ogni episodio viene dedicato a due diverse storie in cui gli hoarder vengono aiutati da uno psicoterapeuta e da un personal organizer a rendere nuovamente agibili gli spazi abitativi liberandosi di tutti i beni inutili accumulati nel corso degli anni.
Programmi televisivi simili sono Hoarders trasmesso negli Stati Uniti d'America da A&E e Case da incubo (How Clean Is Your House?) dell'emittente britannica Channel 4.